# Brachymeniopsis gymnostoma
Steppomitra es un género monotípico de musgos perteneciente  a la familia Funariaceae.  Su única especie, Brachymeniopsis gymnostoma, es originaria de China donde se encuentra  en suelos calcáreos en las praderas húmedas; a una altitud de 2800 m

## Taxonomía
Brachymeniopsis gymnostoma fue descrita por Viktor Ferdinand Brotherus y publicado en Symbolae Sinicae 4: 48. 1 f. 13. 1929.